# Geron nigrocciput
Geron nigrocciput är en tvåvingeart som beskrevs av Neal L. Evenhuis 1979. Geron nigrocciput ingår i släktet Geron och familjen svävflugor.
Artens utbredningsområde är Queensland. Inga underarter finns listade i Catalogue of Life.